# Lãnh thổ Orleans
Lãnh thổ Orleans (tiếng Anh: Territory of Orleans) là một lãnh thổ hợp nhất có tổ chức trong lịch sử của Hoa Kỳ. Nó được hình thành từ sự phân chia lần thứ nhất Vùng đất mua Louisiana. Tất cả bộ phận của Vùng đất mua Louisiana nằm về phía nam vĩ tuyến 33 độ Bắc trở thành Lãnh thổ Orleans và phần còn lại trở thành Địa khu Louisiana. (Địa khu Louisiana sau đó được đặt tên lại thành Lãnh thổ Louisiana. Khi Lãnh thổ Orleans trở thành tiểu bang Hoa Kỳ Louisiana thì Lãnh thổ Louisiana được đặt tên lại thành Lãnh thổ Missouri vì muốn tránh nhầm lẫn trong tên gọi). Lãnh thổ Orleans được thành lập ngày 1 tháng 10 năm 1804 bởi Đạo luật Tổ chức ngày 26 tháng 3 năm 1804 và trở thành tiểu bang Louisiana, tiểu bang thứ 18 của Hoa Kỳ vào ngày 30 tháng 3 năm 1812.
Ngày 10 tháng 4 năm 1805, Lập pháp Lãnh thổ đã tổ chức 12 quận (bắt đầu từ gốc đông nam sang tây và đến bắc): Quận Orleans, Quận LaFourche, Bờ Đức (German Coast), Quận Acadia, Quận Iberville, Quận Attakapas, Quận Pointe Coupée, Quận Opelousas, Quận Rapides, Quận Concordia, Quận Natchitoches và Quận Ouachita. Các quận Florida trên bờ đông Sông Mississippi không được tính vào Lãnh thổ Orleans vào lúc đó vì chúng vẫn còn thuộc lãnh thổ Tây Florida của Tây Ban Nha cho đến khi chúng bị sáp nhập vào năm 1810. Ranh giới miền tây với Texas thuộc Tây Ban Nha không được xác định rõ cho đến Hiệp ước Adams-Onís năm 1819. Một dải đất được biết với tên gọi là Quốc gia Tự do Sabine nằm ngay phía đông Sông Sabine phục vụ như một vùng trái độn trên đất liền từ khoảng năm 1807 đến năm 1819.

## Các nhà lãnh đạo và đại diện
William C. C. Claiborne được bổ nhiệm làm tống đốc đầu tiên và duy nhất của Lãnh thổ Orleans. Sau đó ông trở thành thống đốc đầu tiên của tiểu bang Louisiana.
Có hai vị trưởng Lãnh thổ vụ, James Brown (1804–1807) và Thomas Bolling Robertson (1807–1811). Daniel Clark trở thành đại diện đầu tiên của lãnh thổ ở Quốc hội Hoa Kỳ vào tháng 12 năm 1806.